# Contea di Narrogin
La contea di Narrogin è una delle 43 local government areas che si trovano nella regione di Wheatbelt, in Australia Occidentale. Si estende su di una superficie di circa 1.618 chilometri quadrati ed ha una popolazione di 865 abitanti.
Dal momento che la sede della contea si trova nella città di Narrogin (che forma una Local Government Area autonoma), ne consegue che la contea di Narrogin ha una sede posta al di fuori dei propri confini. Nel 1999 e nel 2004 si tennero due referendum che proponevano di unificare la  città di Narrogin con la  contea di Narrogin, ma in entrambe le occasioni prevalsero i voti contrari.